# 神の道化師、フランチェスコ
『神の道化師、フランチェスコ』（かみのどうけし フランチェスコ、イタリア語: Francesco, Giullare di Dio、英語: The Flowers of St. Francis）は、1950年製作・公開のロベルト・ロッセリーニ監督によるイタリア映画。

## 概要
イタリア・ネオレアリズモの巨匠ロベルト・ロッセリーニがアッシジのフランチェスコの半生を映画化した作品で、フランチェスコ役を初めとして、小さき兄弟たちを演じているのは全員が実際のウンブリア地方のフランシスコ会修道士である。脚本はロッセリーニがフェデリコ・フェリーニと共同で執筆をしている。自身の代表作にもなった。
本作はフランシスコ会修道士サンタマリアのフラ・ウゴリーノの14世紀前半の書『聖フランチェスコの小さき花』及び『修道士ジネプロ伝』から着想を得ている。これらは系統的な伝記ではなく、フランチェスコと小さき兄弟たちの逸話集である。映画は1210年から1218年頃までの出来事が10のエピソードで構成されている。
映画の全編に貫かれているのは「完全な歓び」である。キリストの愛のために己自身に打ち勝ち、喜んで苦しみや罵り、辱めや不快を耐え忍ぶことだとフランチェスコは言う。「完全な歓び」は徹底した謙遜、自己卑下から生まれる。

## ストーリー

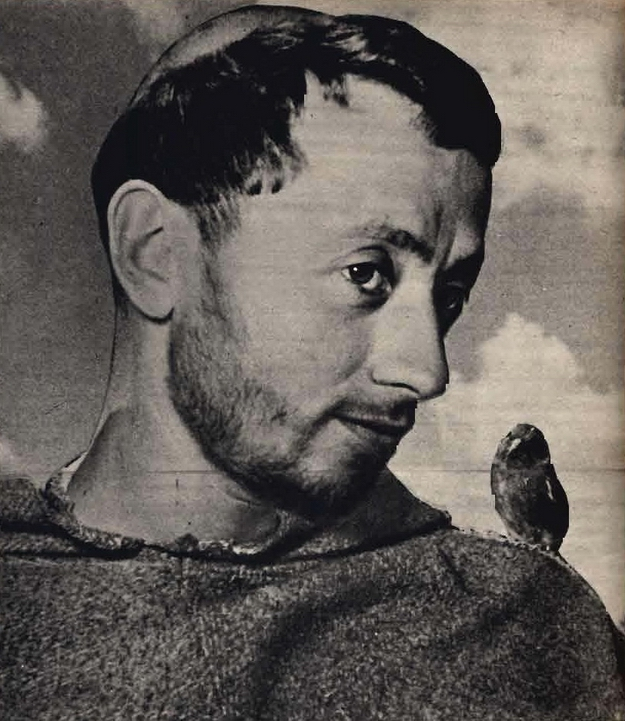
Nazario Gerardi as St. Francis in the set of the Italian film Francesco, giullare di Dio by Roberto Rossellini

(1) - 12人の兄弟たちが雨の中の泥道を歩いてくる。1210年春、フランチェスコと11人の仲間はローマに赴き、教皇インノケンティウス3世から布教の許可を得てきた帰りである。兄弟たちは雨の中、ずぶ濡れになってアッシジ郊外リヴォトルトの粗末な小屋に帰ってくる。ところが小屋はロバと農民に占領され、兄弟たちは追い出される。農民は彼らを追い出そうと杖を振り上げ、罵倒する。だが、フランチェスコは微笑を浮かべて言う、「歓びを感じないか。人の役に立ったのだ」と。
(2) - 小屋を追われた兄弟たちは、ポルチウンクラの礼拝堂の近くに小屋を建てる。兄弟ジネプロは布教の帰りに物乞いに自分の僧服を与え、裸で帰ってきて、フランチェスコに「許可なく僧服を人に与えてはいけない」としかられる。
(3) - その後、ジョヴァンニという年老いた農夫が牛を一頭連れてフランチェスコに帰依するが、彼の家族が牛を惜しむのでフランチェスコは牛を彼の家族に返す。ジョヴァンニはフランチェスコに心酔し、子供のようにフランチェスコの言葉や動作を真似する。
(4) - シスター・キアラが他の3人の修道女と共にフランチェスコと兄弟たちのもとを訪れ、素晴らしいひと時を過ごす。
(5) - ある兄弟が病気になり、何も食べようとしなかった。ジネプロが何が食べたいかと聞くと、その兄弟は豚足が食べたいと答えた。ジネプロは病気の兄弟に食べさせるために豚を探し、藪の中にいた豚の足を切り取った。豚の持ち主の農民がやって来てフランチェスコに苦情を言った。フランチェスコはジネプロに対して、帰ってゆく農民を追いかけ、彼の怒りを静めるために何でもしなさいと命じる。
(6) - 夜、フランチェスコが森で祈りをしていると、ハンセン病の人が通り過ぎて行った。フランチェスコは彼を見て深く憐れみ、彼を抱擁する。
(7) - 料理係を担当していたジネプロは、自分も布教に参加したくて、大きな釜で2週間分の食べ物を料理した。その熱意を汲んだフランチェスコは彼にも布教に参加することを許す。
(8) - ジネプロは説教をするために、暴君ニコライオの軍が包囲している隣町に入る。ところが、小柄な彼は野蛮人たちにおもちゃのように次々と放り投げられて、なわとびの縄のように振り回される。ニコライオに対する暗殺者と間違われたジネプロは死刑を言い渡される。しかし、その地の司祭の計らいによって再度取調べを受けることになる。ニコライオは自らジネプロを問い詰めるが、ジネプロは優しい口調で「私は非情に罪深い人間です、神のお導きがなければ罪を重ねるばかり…」と答える。司祭は「我々は常に神の前では罪深き存在なのです」と説明する。テントの中に移動しニコライオはジネプロを何度も威嚇するが、ジネプロは優しい微笑を返す。その謙虚さに感心した暴君ニコライオはジネプロを許し、街の包囲を解く。
(9) - フランチェスコは兄弟レオーネと共にある家を訪ね、共にキリストに仕えることを願う。ところが、家の主人は彼らを「盗っ人！、悪党！、ごろつきめ！」と罵声をあびせ、杖でたたいて追い返す。フランチェスコは「神の子羊、レオーネよ。神への愛ゆえに辛い仕打ちにも耐える。これが完全なる歓びなのだ。侮辱や試練に耐えること、ここに完全なる歓びがある」と教える。
(10) - フランチェスコとサンタ・マリア・デッリ・アンジェリの小さき兄弟たちは、名残惜しいその地と村の人たちに別れを告げ、各地に向けて別れ、人々に平和を説く布教の旅に出て行った。

## スタッフ
- 監督：ロベルト・ロッセリーニ
- 製作：アンジェロ・リッツォーリ（イタリア語版、英語版）、ジュゼッペ・アマート（イタリア語版、英語版）
- 脚本：ロベルト・ロッセリーニ、フェデリコ・フェリーニ
- 監修：フェリクス・モルリオン神父、アントニオ・リサンドリーニ神父[2]
- 撮影：オテッロ・マルテッリ（イタリア語版、英語版）
- 音楽：レンツォ・ロッセリーニ
- 典礼歌：エンリコ・ブオンドンノ神父（イタリア語版）
- 編集：ヨランダ・ベンヴェヌーティ（イタリア語版、英語版）
- 美術：ヴィルジリオ・マルキ（イタリア語版、英語版）

## キャスト
- フランチェスコ - 修道士ナザリオ・ジェラルディ
- 暴君ニコライオ - アルド・ファブリーツィ（イタリア語版、英語版）
- 単純者ジョヴァンニ - 修道士ペパルオーロ
- シスター・キアラ - アラベラ・ルメートル
- 修道士ジネプロ（イタリア語版、英語版） - 修道士セヴェリーノ・ピサカネ
- 修道士ベルナルド、修道士レオーネ、修道士マッテーオ、修道士エリア、修道士ルフィーノ、修道士エジディオ、修道士シルヴェストロ、その他の修道士たち - 修道士ロベルト・ソレンティーノ、修道士ナザレーノ、その他[2]
- ナレーション - ジャンフランコ・ベッリーニ（イタリア語版、英語版）[3]